# William Henry Hunt (politico)
William Henry Hunt (Charleston, 12 giugno 1823 – San Pietroburgo, 27 febbraio 1884) è stato un politico statunitense.

## Biografia
Fu il ventinovesimo segretario della marina statunitense durante la presidenza di James A. Garfield prima e la presidenza di Chester Arthur poi.
Studiò legge a Yale, e cercò di evitare la partecipazione ai conflitti del tempo. In seguito, nel marzo 1876, venne nominato procuratore generale dello Stato della Louisiana. Morì in servizio presso la città di San Pietroburgo, durante un viaggio di rappresentanza.
Il suo corpo venne trasferito e sepolto all'Oak Hill Cemetery

## Riconoscimenti
Due navi sono state denominate USS Hunt in suo onore.